# Péricles Ferreira dos Anjos
Péricles Ferreira dos Anjos (Salinas, 30 de junho de 1943 — Montes Claros, 14 de janeiro de 2021) foi um médico e político brasileiro do estado de Minas Gerais.
Péricles Ferreira foi deputado estadual de Minas Gerais por três legislaturas consecutivas, da 11ª à 13ª legislaturas (1987-1999), pelo PDS.
Foi também prefeito de Salinas, no mandato de 1977 a 1982. Elegeu-se vice-prefeito de Salinas em 2000 e assumiu a prefeitura em 2003.
Faleceu no dia 14 de janeiro de 2021, vítima de COVID-19.